# スティーブ・ジョブズ (2015年の映画)
『スティーブ・ジョブズ』（原題: Steve Jobs）は、ウォルター・アイザックソンによる伝記『スティーブ・ジョブズ』を原作として、アーロン・ソーキンが脚色してダニー・ボイルが監督した、2015年の伝記映画である。アメリカで2015年10月、日本で2016年2月12日にそれぞれ公開された。

## あらすじ
スティーブが発案した革新的なパーソナルコンピュータである、1984年のMacintosh、1988年のNeXTcube、1998年のiMac、それぞれの発表前に苦悩するジョブズを描いている。

## キャスト
※括弧内は日本語吹替
- スティーブ・ジョブズ - マイケル・ファスベンダー（川島得愛）
- ジョアンナ・ホフマン - ケイト・ウィンスレット（林真里花）
- スティーブ・ウォズニアック - セス・ローゲン（遠藤純一）
- ジョン・スカリー - ジェフ・ダニエルズ（郷田ほづみ）
- アンディ・ハーツフェルド - マイケル・スタールバーグ（石上裕一）
- クリスアン・ブレナン（英語版） - キャサリン・ウォーターストン（鬼山亜紀子）
- リサ・ブレナン（英語版）（19歳） - パーラ・ヘイニー＝ジャーディン
- リサ・ブレナン（9歳） - リプリー・ソーボ
- リサ・ブレナン（5歳） - マケンジー・モス
- アンドレア・"アンディ"・カニンガム（英語版） - サラ・スヌーク

## 製作
当初はソニー・ピクチャーズが製作、『ソーシャル・ネットワーク』のデヴィッド・フィンチャーが監督、同じくアーロン・ソーキンが脚本を担当し、ジョブズ役にクリスチャン・ベールを予定していたが、フィンチャーが監督を降板してソニー・ピクチャーズが製作を止めたため、ユニバーサル・ピクチャーズが製作権を得た。

## 評価
第73回ゴールデングローブ賞で、アーロン・ソーキンが脚本賞、ダニエル・ペンバートンが作曲賞、マイケル・ファスベンダーが主演男優賞、ケイト・ウィンスレットが助演女優賞に、それぞれノミネートされて脚本賞と助演女優賞を獲得している。第88回アカデミー賞で、マイケル・ファスベンダーが主演男優賞、ケイト・ウィンスレットが助演女優賞にそれぞれノミネートされた。